# Jean-Pierre Kutwa
Jean-Pierre Kutwa (22 de dezembro de 1945) é um cardeal marfinense, arcebispo emérito de Abidjan.

## Biografia
Estudou no Seminário Menor em Bingerville, e mais tarde, estudou teologia em Anyama. Também estudou no Instituto Católico de África Ocidental (ICAO), onde obteve o Mestrado em teologia bíblica e na Pontifícia Universidade Urbaniana, em Roma, onde ele obteve um doutorado em teologia bíblica.
Foi ordenado padre em 11 de julho de 1971, por Bernard Yago, arcebispo de Abidjan. Incardinado na Arquidiocese de Abidjan, foi realizar mais estudos na África Ocidental e em Roma, entre 1971 e 1977. Vice-pastor e pastor em Abidjan, 1977-1987; foi pastor da catedral de "São Paulo du Plateau", entre 1987 e 1995. Em 1996, ele era pastor da paróquia de "Notre Dame" de Treichville e assistente nacional do Estudante da Juventude Católica.
Eleito arcebispo de Gagnoa em 15 de maio de 2001, foi consagrado em 16 de setembro de 2001, no estádio do Biaka Boda, pelo cardeal Bernard Agré, arcebispo de Abidjan, assistido por Laurent Akran Mandjo, bispo de Yopougon, e por Barthélémy Djabla, bispo de San-Pedro-en-Côte-d`Ivoire. Foi transferido para a sé metropolitana de Abidjan em 2 de maio de 2006. Recebeu o pálio do Papa Bento XVI em 29 de junho de 2006 na Basílica de São Pedro.

## Cardinalato
Em 12 de janeiro de 2014, foi anunciada a nomeação de Jean-Pierre Kutwa como cardeal, investidura que foi efetivada no primeiro consistório ordinário do Papa Francisco em 22 de fevereiro de 2014.  Recebeu o título de cardeal-presbítero de Santa Emerenciana em Tor Fiorenza.